# William Robert Graham

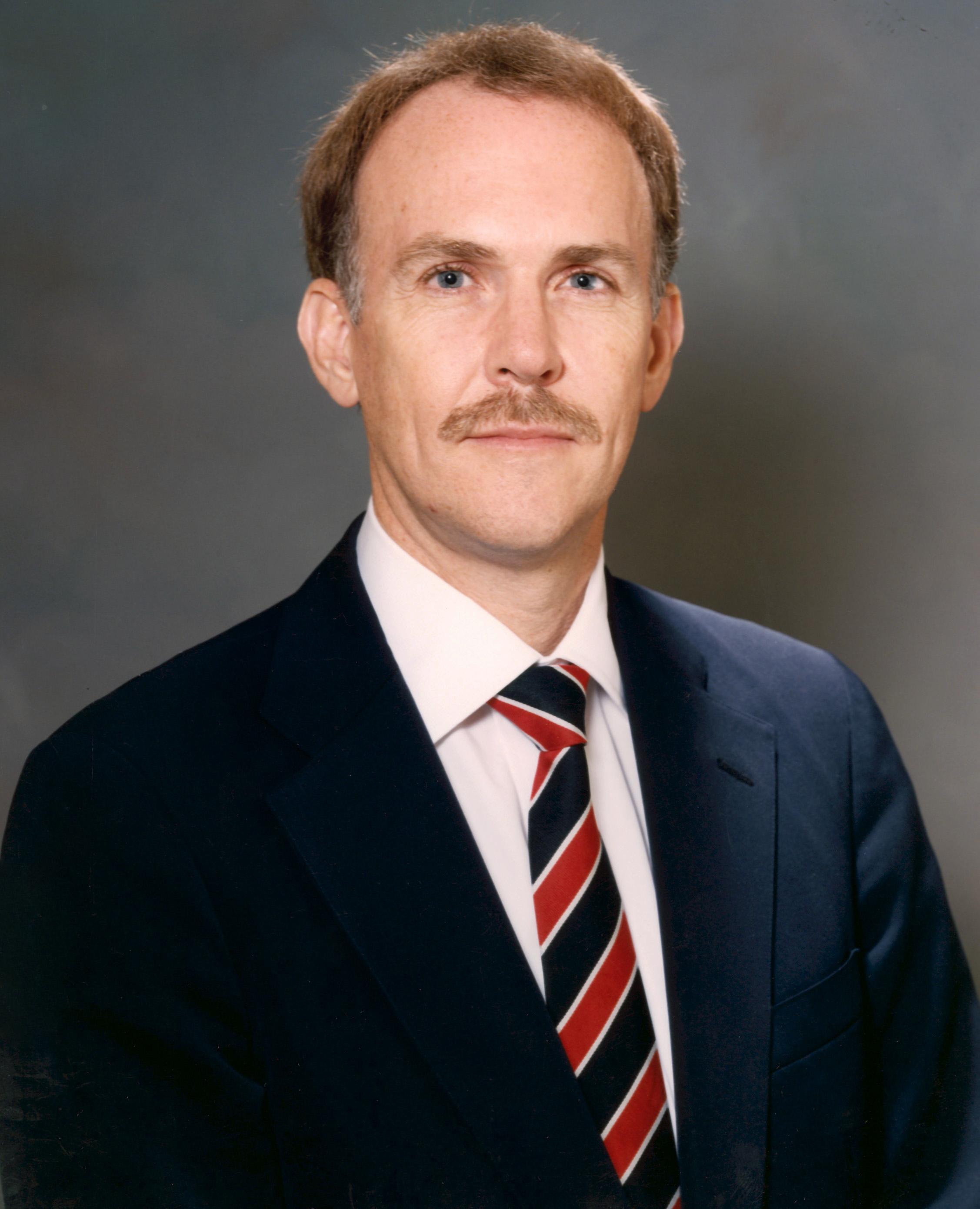
William Robert Graham (1985)

William Robert Graham (* 15. Juni 1937 in San Antonio, Texas) ist ein amerikanischer Physiker, der von 1982 bis 1985 Vorsitzender des Allgemeinen Beratenden Ausschusses für Rüstungskontrolle von US-Präsident Reagan war. Von 1985 bis 1986 war er stellvertretender Verwalter und für einige Monate geschäftsführender Verwalter (Acting Administrator) der NASA und von 1986 bis 1989 Direktor des Büros für Wissenschafts- und Technologiepolitik des Weißen Hauses. Gleichzeitig war er wissenschaftlicher Berater von Präsident Reagan. Anschließend ging er einer Tätigkeit als Führungskraft in Unternehmen nach, die mit nationaler Sicherheit zu tun haben.

## Ausbildung
Der in San Antonio, Texas, geborene Graham erwarb 1959 am California Institute of Technology einen B.S. in Physik mit Auszeichnung. Darüber hinaus schloss er 1961 ein Master-Studium in Ingenieurwissenschaften an der Stanford University ab und wurde dort 1963 in Elektrotechnik promoviert.

## Karriere
Graham war drei Jahre lang im aktiven Dienst als Projektoffizier im Air Force Weapons Laboratory auf der Kirtland Air Force Base in Albuquerque, New Mexico, tätig und leitete eine Gruppe, die experimentelle und theoretische Forschung zur Überlebensfähigkeit strategischer Systeme betrieb. Später arbeitete Graham sechs Jahre lang bei der RAND Corporation in Santa Monica, Kalifornien und gründete 1971 mit einigen Kollegen von Rand die Beratungsfirma R&D Associates.
1980 war Graham Berater des Präsidentschaftskandidaten Ronald Reagan und Mitglied des Übergangsteams des gewählten Präsidenten. Von 1982 bis 1985 war er Vorsitzender des Allgemeinen Beratenden Ausschusses für Rüstungskontrolle und Abrüstung. In dieser Funktion leitete er die Vorbereitung des Berichts „A Quarter Century of Soviet Compliance Practices Under Arms Control Commitments: 1958-1983“, der 1984 dem Präsidenten und dem Kongress vorgelegt wurde.
Am 12. September 1985 wurde Graham von Präsident Reagan für den Posten des stellvertretenden Verwalters der NASA nominiert. Er wurde am 18. November vom Senat der Vereinigten Staaten bestätigt und am 25. November 1985 vereidigt. Vom 4. Dezember 1985 bis zum 11. Mai 1986 fungierte Graham nach dem Rücktritt von James M. Beggs als geschäftsführender NASA-Administrator. Während seiner Amtszeit wurde das Space Shuttle Challenger bei eisiger Kälte gestartet, wobei die O-Ringe versagten und das Raumschiff zerstört wurde. Graham verließ die NASA am 1. Oktober 1986, um Direktor des Büros für Wissenschafts- und Technologiepolitik (OSTP) des Weißen Hauses zu werden. Am 16. Oktober 1986 wurde er als Direktor des OSTP und gleichzeitig als wissenschaftlicher Berater von Präsident Reagan vereidigt. Diese Positionen hatte er bis Juni 1989 inne, als er aus dem Staatsdienst ausschied, um bei Jaycor, einem Hochtechnologieunternehmen mit Hauptsitz in San Diego, Kalifornien, einzusteigen. Später war er von 1997 bis 2005 Vorsitzender und CEO von National Security Research, Inc.
Graham war auch als Berater des Verteidigungsministeriums tätig und gehörte zahlreichen internationalen und nationalen Gremien und Beratungsgruppen an, darunter dem Committee on Undersea Warfare der National Academy of Sciences und des National Research Council, dem Board on Army Science and Technology, der Air Force Science Advisory Board Task Force on Manned Strategic System Vulnerability, der U.S.-U.K. Joint Working Group on Atomic Weapons, der Defense Nuclear Agency Scientific Advisory Group on Effects und der Defense Science Board System Vulnerability Task Force and Associated Task Forces. Von 2001 bis 2008 war er Mitglied des Defense Science Board, wo er mehrere Studien leitete. Von 2006 bis 2008 war er außerdem Mitglied des International Security Advisory Board des Außenministeriums.
1998 war Graham Mitglied der Rumsfeld-Kommission, die im Auftrag des Kongresses die Bedrohung der Vereinigten Staaten durch ballistische Raketen untersuchte, und im Jahr 2000 Mitglied der ebenfalls vom Kongress beauftragten Commission to Assess United States National Security Space Management and Organization. Von 2001 bis 2008 führte er den Vorsitz der gesetzlich vorgeschriebenen Kommission zur Bewertung der Bedrohung der Vereinigten Staaten durch elektromagnetische Impulse (EMP), die mehrere Berichte veröffentlichte, darunter 2008 den Bericht „Critical National Infrastructures“.

## EMP-Warnungen
Graham warnte mehrfach vor den Gefahren eines nuklearen elektromagnetischen Impulsangriffs (EMP).
In einer Kongressanhörung im Jahr 2008 bekräftigte er, dass etwa 90 Prozent der US-Bevölkerung bei einem solchen Angriff ums Leben kommen könnten: „Wir denken, dass das im richtigen Bereich liegt. Wir haben keine Erfahrung mit dem Verlust der Infrastruktur in einem Land mit 300 Millionen Menschen, von denen die meisten nicht so leben, dass sie sich selbst mit Lebensmitteln und anderen Dingen versorgen können. Wir können zu einer Ära zurückkehren, in der die Menschen auf diese Weise lebten. Das wären - 10 Prozent wären 30 Millionen Menschen, und das ist wahrscheinlich der Bereich, in dem wir als grundsätzlich ländliche Wirtschaft überleben könnten.“
In einem Artikel aus dem Jahr 2017 warnte er vor der strategischen Bedeutung der Fähigkeit nordkoreanischer Satelliten, einen EMP-Angriff durchzuführen, sowie vor der weit verbreiteten Unwissenheit über EMP.